# Municipio de Boone (condado de Logan)
El municipio de Boone (en inglés: Boone Township) es un municipio ubicado en el condado de Logan en el estado estadounidense de Arkansas. En el año 2010 tenía una población de 5721 habitantes y una densidad poblacional de 47,54 personas por km².

## Geografía
El municipio de Boone se encuentra ubicado en las coordenadas 35°8′52″N 93°56′34″O / 35.14778, -93.94278. Según la Oficina del Censo de los Estados Unidos, el municipio tiene una superficie total de 120.33 km², de la cual 119.35 km² corresponden a tierra firme y (0.82%) 0.98 km² es agua.

## Demografía
Según el censo de 2010, había 5721 personas residiendo en el municipio de Boone. La densidad de población era de 47,54 hab./km². De los 5721 habitantes, el municipio de Boone estaba compuesto por el 93.53% blancos, el 1.05% eran afroamericanos, el 0.96% eran amerindios, el 0.7% eran asiáticos, el 0.02% eran isleños del Pacífico, el 1.14% eran de otras razas y el 2.6% pertenecían a dos o más razas. Del total de la población el 3.29% eran hispanos o latinos de cualquier raza.